# Tangara labradorides
A Tangara labradorides  a madarak osztályának verébalakúak (Passeriformes) rendjébe és a tangarafélék (Thraupidae) családjába tartozó  faj.

## Rendszerezése
A fajt Auguste Boissonneau francia ornitológus írta le 1840-ben, a Tanagra nembe Tanagra (Aglaia) labradorides néven.

## Alfajai
- Tangara labradorides chaupensis Chapman, 1925
- Tangara labradorides labradorides (Boissonneau, 1840)[2]

## Előfordulása
Dél-Amerikában, az Andokban, Kolumbia, Ecuador és Peru területén honos. Természetes élőhelyei a szubtrópusi és trópusi hegyi erdők, valamint másodlagos erdők. Állandó, nem vonuló faj.

## Megjelenése
Testhossza 12 centiméter, testtömege 13–16,4 gramm.

## Életmódja
Gyümölcsökkel és ízeltlábúakkal táplálkozik.

## Természetvédelmi helyzete
Az elterjedési területe elég nagy, egyedszáma pedig stabil. A Természetvédelmi Világszövetség Vörös listáján nem fenyegetett fajként szerepel.